# Supercoppa di Polonia 2020 (pallacanestro)
La Supercoppa di Polonia 2020 è la 15ª Supercoppa di Polonia di pallacanestro maschile.
La partita è stata disputata il 26 agosto 2020 presso l'Arena Kalisz di Kalisz tra lo Zielona Góra, campione di Polonia 2019-20, e il Włocławek vincitore della Coppa di Polonia 2020.

## Finale
| Arbitri: | Piotr Pastusiak Robert Mordal Michał Sosin |

| |            | |
| Lundberg 14 | Punti      | 25 Booker |
| Koszarek 4 | Assist     | 5 Booker |
| Ponitka 8 | Rimbalzi   | 8 Booker |
| 1 Lundberg• 8 Williams• 11 Ponitka• 32 Reynolds• 41 Groselle 2 Porada• 3 Traczyk• 4 Forysiuk• 21 Put• 22 Szymkiewicz• 31 Bērziņš• 55 Koszarek | Formazioni | 1 Booker• 4 Green• 7 Sulima• 8 Zamojski• 40 Radić 0 Pluta• 5 Tomaszewski• 11 Lichodej• 15 Bogucki• 18 Bussey• 55 Mielczarek• 94 Moore |
| Žan Tabak | Allenatori | Dejan Mihevc |